# عبدالملک شیرازی
ابوالحسن عبدالملک بن محمد شیرازی‌، ریاضیدان و اخترشناس مسلمان اهل ایران که در نیمه‌ٴ دوم سده‌ٴ دوازدهم‌ میلادی برآمد.
او مخروطات آپولونیوس را، براساس ترجمه‌ای که هلال حمصی و ثابت بن قره‌ در سده‌ٴ نهم‌ میلادی کرده بودند تلخیص کرد. هم‌چنین‌، مختصر مجسطی را فراهم ساخت‌، که قطب الدین شیرازی در نیمه‌ٴ دوم سده‌ٴ سیزدهم‌ میلادی آن را به فارسی ترجمه کرد.

## منبع
- سارتن، جرج. مقدمه بر تاریخ علم. ترجمهٔ غلامحسین صدری افشار. انتشارات علمی و فرهنگی.